# Янченко, Илья Платонович
Илья Платонович Янченко (бел. Ілья Платонавіч Янчанка; 27 июля 1913, Витебская область — 10 декабря 1991) — командир отделения взвода конной разведки; командир отделения роты автоматчиков 823-го стрелкового полка 302-й стрелковой дивизии 60-й армии 1-го Украинского фронта, старшина.

## Биография
Родился 14 июля 1913 года в деревне Колмаково Городокского района Витебской области Белоруссии. Белорус. Окончил 4 класса. Работал участковым инспектором линейного отделения милиции на железнодорожной станции «Орша».
В Красной Армии и на фронте в Великую Отечественную войну с октября 1941 года. Воевал с вражескими захватчиками на Западном, 1, 3, и 4-м Украинских фронтах. Член ВКП/КПСС с 1943 года. Отличился в боях под Сталинградом, на Украине и в Польше.
Командир отделения взвода конной разведки 823-го стрелкового полка старший сержант Илья Янченко 16 апреля 1944 года, ведя разведку с бойцами вверенного ему подразделения западнее города Тернополь, уничтожил группу противников, лично истребил около десяти вражеских солдат.
Приказом по 302-й стрелковой дивизии № 020 от 23 апреля 1944 года за мужество и отвагу проявленные в боях старший сержант Янченко Илья Платонович награждён орденом Славы III степени.
В октябре 1944 года близ населённого пункта Вячковце, расположенного юго-восточнее польского города Дембица, командир отделения роты автоматчиков 823-го стрелкового полка старший сержант Илья Янченко вынес Знамя полка из окружения.
Приказом по 60-й армии № 0211 от 16 октября 1944 года за мужество и отвагу проявленные в боях старший сержант Янченко Илья Платонович награждён орденом Славы II степени.
14 января 1945 года около населённого пункта Кухары, расположенного северо-западнее польского города Тарнув, старшина Илья Янченко, охраняя Знамя полка, и в критический момент боя с бойцами своего отделения отразил нападение вражеских автоматчиков на командный пункт полка.
Представление к награждению орденом Славы 1-й степени подписал командующий 69-й армией генерал-полковник Курочкин П. А.: «Знаменосец полка старшина И. П. Янченко подбил связкой гранат вражеский танк, который прорвался к командному пункту полка. Знамя полка было спасено».
Указом Президиума Верховного Совета СССР от 27 июня 1945 года за образцовое выполнение заданий командования в боях с немецко-вражескими захватчиками старшина Янченко Илья Платонович награждён орденом Славы I степени, став полным кавалером ордена Славы.
За годы войны на боевом счету разведчика старшины Янченко И. П. пятьдесят четыре «языка» и свыше сотни уничтоженных противников.
В декабре 1945 года И. П. Янченко демобилизован. Жил в административном центре одноимённой области Белоруссии городе Витебске. Работал мостовым обходчиком дистанции пути Белорусской железной дороги. Был лучшим бригадиром пути в депо станции «Витебск». Скончался 10 декабря 1991 года.
Награждён орденами Октябрьской Революции, Отечественной войны I степени, Славы I, II и III степени, медалями, в том числе двумя медалями «За отвагу».

## Награды и звания
- Орден Октябрьской Революции
- Орден Отечественной войны I степени
- Орден Славы I степени
- Орден Славы II степени
- Орден Славы III степени
- Медали, в том числе:
  - Две медали «За отвагу»

## Память
- Имя И. П. Янченко на Аллее Героев Советского Союза — уроженцев Городокского района (2020), ул. Баграмяна в Городке (Витебская область). На стеле нанесен QR-код, позволяющий узнать информацию, посмотреть архивные фотографии и документы Героя.